# Rima Cleomedes
La Rima Cleomedes è una struttura geologica della superficie della Luna.